# Rolf Gustafsson (journalist)
För andra med samma eller liknande namn, se Rolf Gustafsson (olika betydelser)
Rolf Gunnar Gustafsson, född 6 juni 1934 i Svenljunga i Sjuhäradsbygden, död 27 september 2013, var en  svensk journalist boende i Hisings Backa i Göteborg. Gustafsson var främst känd för sin tid som programledare i det regionala nyhetsprogrammet Västnytt i SVT. 
Gustafsson påbörjade en pilotutbildning men hoppade av mot slutet av utbildningen för att istället bli journalist. Journalistkarriären började 1957 på Västgöta-demokraten i Borås, för att sedan fortsätta på tidningen Ny Tid i Falkenberg 1959, och därefter på Sveriges Radio i Göteborg 1970 där han var lokalreporter.År 1977 började han arbeta som programledare för det regionala nyhetsprogrammet Västnytt i Göteborg. Bland de större nyheter som Rolf Gustafsson rapporterade om finns Tuveraset (1977), Almöbroraset vid Tjörn (1980), järnvägsolyckan i Lerum (1987), branden på Scandinavian Star (1990) och spårvagnsolyckan vid Vasaplatsen (1992).
Efter 23 år och tusentals sändningar i Västnytt gick han i pension den 23 december 1999 (då han gjorde sin sista sändning). Liksom Claes Elfsberg och Jonas Eek, hör Rolf Gustafsson till de personer som varit nyhetsankare i tv under en längre tid. Gustafsson kom även att kallas för "Mr Västnytt" i västsvensk media.
Gustafsson målade bland annat akvarellmålningar samt tecknade. Under sommaren 1996 ställde han ut 22 av sina akvareller på Falkenhus i Falkenberg. Motivet är ofta havsmiljöer, bland annat kring Morups Tånge vars fyr han målat i ett antal olika varianter.
Rolf Gustafsson var nyhetsuppläsare i det fiktiva nyhetsinslag som visades i förfilmen till åkattraktionen UFO 23 (Lisebergstornet) på Liseberg 1990.
Humorserietecknaren Sture Hegerfors hade i sin enrutesserie P.S. med Andesson och Läling i Göteborgs-Posten en gång en sketch där de refererar till Rolf Gustafsson:

– Har du sett vad han Gustafsson byter väst ofta?

– Vesst, de' e' ju Väst-nytt!